# Парсонс, Элси Клюс
Э́лси Клюс Па́рсонс (англ. Elsie Clews Parsons; 27 ноября 1875, Нью-Йорк, Нью-Йорк — 19 декабря 1941, Нью-Йорк, Нью-Йорк) — американская антрополог, социолог, этнограф, фольклористка и феминистка. «Социальный бунтарь и мать-основательница антропологии».

## Биография
Элси Уортингтон Клюс родилась 27 ноября 1875 года в Нью-Йорке в социально значимой семье. Отец — Генри Клюс (1834—1923) — успешный финансист и писатель. Мать — Люси Мэдисон Уортингтон, брат — Генри Клюс-младший стал художником.
В 1896 году окончила Барнард-колледж со степенью бакалавр. В 1897 году стала магистром, а в 1899 году — доктором философии Колумбийского университета. В 1900-х годах занималась социологией, с 1910 года переключилась на антропологию и фольклористику.
С 1918 года до самой своей смерти в 1941 году была ассоциированным редактором академического журнала Journal of American Folklore.
В 1919 году стала соосновательницей Нью-Йоркской Новой школы (тогда — Новая школа социальных исследований).
В 1919—1920 годах — президент Американского фольклорного общества.
В 1923—1925 годах — президент Американского этнологического общества.
В 1941 году стала первой женщиной-президентом Американской антропологической ассоциации, но пробыла на этом посту всего несколько месяцев, так как в конце этого года скончалась.
Изучала индейцев, в основном племена тева, зуни, пуэбло и хопи, в штатах Аризона и Нью-Мексико, а также в Мексике. Интересен был подход Парсонс к этой работе: она считала, что индейские племена должны сохранить свою традиционную чистую самоидентичность, безотносительно того, как они сами подходили к вопросам модернизации и культурных изменений. Также известно, что она была готова изменить своё имя и «стать хопи» ради того, чтобы исследовать скрытые для белых людей тонкости их жизни и иметь возможность общаться с более привилегированными людьми этого племени.
Элси Клюс Парсонс скончалась 19 декабря 1941 года в Нью-Йорке.
После смерти учёной Американское этнологическое общество учредило «Премию Элси Клюс Парсонс», вручаемую выпускникам за «Лучшее эссе».
Современными учёными-критиками личность Парсонс оценивается как «архетипичный пример мыслителя антимодернового феминизма».

### Личная жизнь
1 сентября 1900 года Элси Уортингтон Клюс вышла замуж за политика Герберта Парсонса (1869—1925) и стала Элси Клюс Парсонс. От брака было четверо детей: Элси (1901 — ?), Джон Эдвард (1903 — ?), Герберт (1909 — ?) и Генри Макилвейн (1911—2004; стал достаточно известным бихевиористом). Пара прожила вместе четверть века до самой смерти Парсонса.

## Избранные работы
Социология
- 1906 — The Family — В этой книге Парсонс призывает к откровенному сексуальному образованию, судебному браку и добрачным сексуальным отношениям[2].
- 1913 — Religious Chastity
- 1913 — The Old-Fashioned Woman — В этой книге Парсонс критикует элитное общество Нью-Йорка, утверждая, что понятие «женщина» — вышедшая из моды категория, не более чем «странный ритуал стариков»[2].
- 1914 — Fear and Conventionality — В 1997 году переиздано University of Chicago Press ISBN 0-226-64746-3
- 1915 — Social Freedom
- 1916 — Social Rule

Антропология
- 1929 — The Social Organization of the Tewa of New Mexico
- 1933 — Hopi and Zuni Ceremonialism
- 1939 — Pueblo Indian Religion — Крупнейшая работа Парсонс, собравшая в себя все её предыдущие исследования на эту тему, а также работы других авторов. Тем не менее, труд омрачён навязчивыми и обманчивыми исследовательскими техниками.

Этнография
- 1936 — Mitla: Town of the Souls
- 1945 — Peguche

Фольклористика
- 1923 — Folk-Lore from the Cape Verde Islands
- 1924 — Folk-Lore of the Sea Islands, S.C.
- 1933—1943 — Folk-Lore of the Antilles, French and English (в трёх томах)

Репринты
- 1992 — North American Indian Life: Customs and Traditions of 23 Tribes — изд. Dover Publications, ISBN 0-486-27377-6
- 1994 — Tewa Tales — изд. University of Arizona Press[англ.], ISBN 0-8165-1452-6
- 1996 — Taos Tales — изд. Dover Publications, ISBN 0-486-28974-5
- 1996 — Pueblo Indian Religion (в двух томах) — изд. Bison Books и University of Nebraska Press